# Une vedette disparaît (film, 1951)
Pour plus de détails, voir Fiche technique et Distribution.
Une vedette disparaît (Callaway Went Thataway) est un film américain en noir et blanc réalisé par Melvin Frank et Norman Panama, sorti en 1951.

## Synopsis
Mike Frye et Deborah Patterson, copropriétaires d'une agence de publicité, ont un grand succès en recyclant à la télévision certains vieux films mettant en vedette "Smoky" Callaway. Tom Lorrison, le sponsor de l'émission, a hâte de faire davantage de films, mais personne n'a vu Smoky depuis dix ans. Mike Frye engage l'agent de Smoky, Georgie Markham, pour le retrouver.

## Fiche technique
- Titre : Une vedette disparaît
- Titre original : Callaway Went Thataway
- titre original alternatif : The Star Said No
- Réalisateurs : Melvin Frank, Norman Panama
- Scénaristes : Melvin Frank, Norman Panama
- Musique : Marlin Skiles
- Photographie : Ray June
- Montage : Cotton Warburton
- Producteurs : Melvin Frank , Norman Panama
- Société de production et de distribution : Metro-Goldwyn-Mayer
- Pays de production :  États-Unis
- Langue d'origine : anglais américain
- Format : noir et blanc — 35 mm — 1,37:1 — son : mono (Western Electric Sound System)
- Genre : comédie, western
- Durée : 81 minutes
- Dates de sortie : 
  - États-Unis : 15 novembre 1951
  - France : 7 mai 1953

## Distribution
- Fred MacMurray : Mike Frye
- Dorothy McGuire :  Deborah Patterson
- Howard Keel : "Stretch" Barnes / "Smoky" Callaway
- Jesse White : Georgie Markham
- Fay Roope : Tom Lorrison
- Natalie Schafer : Martha Lorrison
- Douglas Kennedy : l'ivrogne
- Elisabeth Fraser : Marie
- John Indrisano : Johnny Terrento
- Stan Freberg : Marvin
- Don Haggerty : le directeur Don

N.B. Clark Gable, Elizabeth Taylor, et Esther Williams y font une apparition en tant que caméo.